# 阿古屋野トンネル
阿古屋野トンネル（あこやのトンネル）は、富山県黒部市阿古屋野にある黒部市道山田浦山線（旧・新川広域農道）のトンネルである。

## 概要
阿古屋野丘陵の下を潜り抜けるトンネルである。1989年（平成元年）9月27日に佐藤工業、桜井建設共同企業体と契約し、同年9月28日から1992年（平成4年）6月30日の工期にて着工した。1990年（平成2年）11月30日には当初予定より早くトンネルが貫通し、1992年（平成4年）11月24日に完工、開通式が執り行われた。総事業費は約15億3,000万円。
トンネルの名称は、当初吾妻野台地を通過するルートであったことから、『吾妻トンネル』と呼称していたが、黒部市からの強い要望と阿古屋野台地を掘り抜くことから、1989年度から阿古屋野トンネルに改名している。
始点および終点の両坑門には、黒部市の名水の里をイメージしたタイルモザイクが施されている。

## 諸元
- トンネル長 - 495.00 m[6]
- 幅員 - 9.75 m（車道6.50 m、歩道1.50 m、監査廊0.75 m）[6]
- 内空高 - 路面上6.40 m[6]
- 縦團勾配 - 0.5 %[6]
- 横断勾配 - ±1.5 %[6]
- 平面線形 - 直線[6]
- 覆工 - コンクリート巻立、厚0.30 - 0.60 m[6]
- 舗装 - 鉄網入コンクリート[6]